# Belisario Porras Barahona
Belisario Porras Barahona (Las Tablas, 28 de novembro de 1856 - Cidade do Panamá, 28 de agosto de 1942) foi um jornalista e político panamenho que cumpriu três mandatos como presidente do Panamá logo após a independência do país da Colômbia.

## Biografia
Criado por sua avó, sua educação primária foi paga por seu pai em Bogotá, capital da Colômbia, o qual o Panamá era uma província na época. Ele se juntou ao seu pai quando foi para a escola secundária, passando a estudar Direito na Universidade Nacional em 1874, e ganhou uma bolsa de estudos do governo colombiano para estudar na Bélgica, de onde mais tarde retornou ao Panamá.
Trabalhando como repórter, se alinhou com o Partido Liberal Colombiano local, e logo foi alvo de perseguição por parte do governo conservador reinando em Bogotá. Exilado na Nicarágua e em El Salvador, ele se empregou como professor e jornalista.
No momento em que a Guerra dos Mil Dias iniciou na Colômbia, os Liberais no Panamá enviaram Porras para liderar a invasão do Istmo em 1900. Trabalhando com o General Victoriano Lorenzo e outros, ele iniciou sua luta a partir da Costa Rica no Ocidente. Organizou um exército de voluntários e chegou à capital, onde foi derrotado na Batalha da Ponte de Calidonia. Porras voltou para exílio até 1904, depois que sua terra natal havia adquirido sua independência, se tornou um diplomata até converter-se presidente em 1912. O Canal do Panamá foi concluído durante seu primeiro mandato.